# Hélène Lœvenbruck
Pour les articles homonymes, voir Lœvenbruck.
Hélène Lœvenbruck (1968-) est une linguiste et chercheuse française, médaillée de bronze du CNRS en 2006. Elle s'intéresse notamment au langage et à la parole intérieure et utilise pour cela plusieurs disciplines scientifiques.

## Biographie

### Enfance
Hélène Lœvenbruck naît en 1968.

### Formation initiale
Hélène Lœvenbruck obtient un diplôme d’ingénieure ENSERG/ENSIMAG de l'Institut National Polytechnique de Grenoble (INPG) en 1992, avec une option architecture des systèmes ; la même année, elle obtient un Diplôme d'études approfondies (DEA) en sciences cognitives au sein du même INPG. Elle obtient quatre ans plus tard un doctorat en sciences cognitives à l'INPG ; sa thèse de doctorat s'intitule : Pistes pour le contrôle d’un robot parlant capable de réduction vocalique. Elle poursuit sa formation avec un DEA en sciences du langage à l'université Stendhal (Grenoble 3), obtenu en 1997.

### Carrière scientifique et universitaire
En 1997 et 1998, titulaire d'une bourse de la Fondation Fyssen, elle effectue un post-doctorat au Département de Linguistique de l'Ohio State University, aux États-Unis,,. Elle entre ensuite au CNRS, en France,. Elle a fait partie du Gipsa-lab, plus précisément dans le pôle Parole et Cognition.
À partir de 2005, elle est responsable adjointe d'un Master 1 ou Master 2 Sciences Cognitives en France ; elle conservera ce poste jusqu'en 2020.
Depuis octobre 2013, Hélène Lœvenbruck est chercheuse, Elle devient membre du Laboratoire de Psychologie et NeuroCognition (LPNC) du Centre national de la recherche scientifique (CNRS), en France, en octobre 2013 ; elle devient responsable de l'équipe Langage de ce laboratoire en octobre 2017. Elle est aussi et membre du BabyLab du même laboratoire. Elle est par ailleurs rédactrice en chef de la revue In Cogito - Cahiers Romans de Sciences Cognitives et membre du comité d'organisation de la Semaine du Cerveau de Grenoble.
En 2019, elle obtient une Habilitation à diriger des recherches en sciences cognitives, à l'Université Grenoble Alpes.

## Recherches scientifiques
La linguiste s'intéresse au langage humain ; elle utilise pour cela les neurosciences, la linguistique, la philosophie, mais aussi d'autres domaines scientifiques comme les mathématiques. Ses recherches l'ont notamment menée à étudier la parole intérieure (aussi nommée « langage intérieur »).
Après s'être intéressée au contrôle d'un robot parlant, elle se penche sur la prosodie articulatoire, se forme en neuro-imagerie, et utilise celle-ci pour étudier des patrons d'activation cérébrale liés à la prosodie et à la syntaxe. Elle s'attèle ensuite aux relations entre pointage gestuel et vocal (deixis) et prosodie, et plus particulièrement à la focalisation prosodique ; elle s'intéresse aussi, parmi plusieurs autres thèmes de recherche, à la prosodie de la « voix silencieuse ».

## Hommages et récompenses
- 2006 : médaille de bronze du CNRS, dans la catégorie « Cognition, langage, traitement de l'information, systèmes naturels et artificiels »[2],[7],[3],[4].

## Vulgarisation et communication grand public
En 2014, Hélène Loevenbruck participe avec la troupe Les Ateliers du Spectacle à la création d'un format théâtral destiné à la communication scientifique, les Impromptus Scientifiques . Cette collaboration débouchera sur une seule en scène à propos de la Parole Intérieure. 
Elle publie en 2022 un livre sur l'endophasie : "Le mystère des voix intérieures" chez Denoël,. 